# Championnat de Nouvelle-Calédonie de football 2016
Navigation
Édition précédente Édition suivante
La saison 2016 du Championnat de Nouvelle-Calédonie de football est la cinquième édition de la Super Ligue, le championnat de première division en Nouvelle-Calédonie. Les treize équipes engagées sont regroupées au sein d'une poule unique où elles affrontent deux fois leurs adversaires, à domicile et à l'extérieur. En fin de saison, les trois derniers du classement sont relégués et la moins bonne équipe basée dans les Îles Loyauté doit disputer un barrage face au champion des îles.
C'est l'AS Magenta, double tenant du titre, qui remporte à nouveau la compétition cette saison après avoir terminé en tête du classement, ne devançant l'AS Lössi qu'à la différence de buts particulière. C'est le dixième titre de champion de Nouvelle-Calédonie de l'histoire du club, qui réussit même le doublé en s'imposant en finale de la Coupe de Nouvelle-Calédonie, face à Hienghène Sport.

## Participants
- AS Magenta
- AS Lössi
- Hienghène Sport
- AS Mont-Dore
- AS Wetr
- SC Ne Drehu
- Gaïtcha FCN
- AS Tiga Sport
- Horizon Patho - Promu de D2
- RC Poindimié - Promu de D2
- USC Nouméa - Promu de D2
- FC Bélep
- AS Kunié - Promu de D2

## Compétition

### Classement
Le classement est établi sur le barème de points suivant : victoire à 4 points, match nul à 2, défaite à 1.
| Rang | Équipe             | Pts | J  | G  | N | P  | Bp | Bc | Diff |
| ---- | ------------------ | --- | -- | -- | - | -- | -- | -- | ---- |
| 1    | AS Magenta'T'C     | 80  | 24 | 17 | 5 | 2  | 83 | 22 | +61  |
| 2    | AS Lössi           | 80  | 24 | 17 | 5 | 2  | 76 | 24 | +52  |
| 3    | Hienghène Sport    | 78  | 24 | 17 | 3 | 4  | 90 | 28 | +62  |
| 4    | SC Ne Drehu        | 64  | 24 | 11 | 7 | 6  | 48 | 40 | +8   |
| 5    | Horizon PathoP -10 | 60  | 24 | 14 | 4 | 6  | 59 | 37 | +22  |
| 6    | AS Mont-Dore       | 59  | 24 | 11 | 2 | 11 | 53 | 47 | +6   |
| 7    | AS Wetr            | 56  | 24 | 9  | 5 | 10 | 53 | 46 | +7   |
| 8    | AS Tiga Sport -1   | 51  | 24 | 7  | 7 | 10 | 32 | 50 | -18  |
| 9    | FC BélepP -3       | 44  | 24 | 6  | 5 | 13 | 45 | 70 | -25  |
| 10   | RC PoindimiéP -2   | 42  | 24 | 6  | 2 | 16 | 42 | 69 | -27  |
| 11   | Gaïtcha FCN -12    | 41  | 24 | 9  | 2 | 13 | 37 | 64 | -27  |
| 12   | USC NouméaP        | 37  | 24 | 3  | 4 | 17 | 27 | 92 | -65  |
| 13   | AS KuniéP -1       | 32  | 24 | 2  | 3 | 19 | 22 | 78 | -56  |

|  | Qualification pour la Ligue des champions de l'OFC 2018                                                                                          |
|  | Participation au barrage de promotion-relégation inter-îles                                                                                      |
|  | Relégation directe en deuxième division |
|  | T : Tenant du titre C : Vainqueur de la Coupe de Nouvelle-Calédonie P : Promu de deuxième division En italique : club basé dans les îles Loyauté |

- Des pénalités sont infligées aux équipes qui ne peuvent pas fournir d’arbitre et ne remplissent pas certaines obligations vis-à-vis des équipes de jeunes.
- La moins bonne équipe basée dans les îles Loyauté doit disputer un barrage contre le champion des Îles si elle termine au mieux à la 7e place et est directement reléguée si elle se classe au-delà.

### Matchs

#### Barrage de promotion-relégation
La moins bonne équipe des îles Loyauté, Horizon Patho, dispute un barrage de promotion-relégation face au champion des îles, l'ES Wacaélé. Les rencontres ont lieu les 9 et 11 mars 2017 au Stade Numa-Daly, de Nouméa.
| Équipe 1                    | Résultat | Équipe 2   | Aller | Retour |
| --------------------------- | -------- | ---------- | ----- | ------ |
| Horizon Patho (Super Ligue) | 2 - 1    | ES Wacaélé | 0 - 1 | 2 - 0  |

- Les deux clubs se maintiennent au sein de leur championnat respectif.

## Bilan de la saison
| Championnat de Nouvelle-Calédonie de football 2016 |                                             |
| Champion                                           | AS Magenta (10e titre)                      |
| Coupes et trophées                                 |                                             |
| Vainqueur de la Coupe de Nouvelle-Calédonie 2016   | AS Magenta                                  |
| Qualifications continentales                       |                                             |
| Ligue des champions de l'OFC 2018                  | AS Magenta                                  |
| Ligue des champions de l'OFC 2018                  | AS Lössi                                    |
| Promotions et relégations                          |                                             |
| Promus en Super Ligue                              | Association groupes des jeunes du Pacifique |
| Promus en Super Ligue                              | JS Baco                                     |
| Relégués en Promotion d'Honneur                    | Gaïtcha FCN                                 |
| Relégués en Promotion d'Honneur                    | USC Nouméa                                  |
| Relégués en Promotion d'Honneur                    | AS Kunié                                    |